# Station Venray
Station Venray (gelegen in de bebouwde kom van Oostrum) is het spoorwegstation van Venray. Op het station staat een kaartautomaat van Arriva. Het station wordt bediend door Arriva met stoptreinen naar Nijmegen, Venlo en Roermond.
Het oude station van Venray werd geopend op 1 juni 1883. Het oude stationsgebouw van het standaardtype Hemmen werd in 1882 opgeleverd. Het gebouw werd in 1976 gesloopt en vervangen door een eenvoudiger gebouw van het standaardtype Douma. Rond 2012-2013 is het station verbouwd in het kader van een verbeterplan voor kleinere stations van ProRail.

## Treinverbindingen
De volgende treinseries halteren in de dienstregeling 2025 te Venray:
| Serie       | Treinsoort         | Route                                | Bijzonderheden                                                                                |
| ----------- | ------------------ | ------------------------------------ | --------------------------------------------------------------------------------------------- |
| 32200 RS 11 | Stoptrein (Arriva) | Nijmegen – Venray – Venlo – Roermond |                                                                                               |
| 32300 RS 11 | Stoptrein (Arriva) | Nijmegen – Venray – Venlo            | Rijdt niet 's avonds en in het weekend. De laatste drie ritten vanaf Nijmegen gaan tot Venlo. |

## Voor- en natransport
Op station Venray zijn fietskluizen en een onbewaakte fietsenstalling aanwezig. Verder is er ruime parkeergelegenheid voor auto's en is er een bushalte met busverbindingen in diverse richtingen. Er is ook een taxistandplaats.

## Afbeeldingen

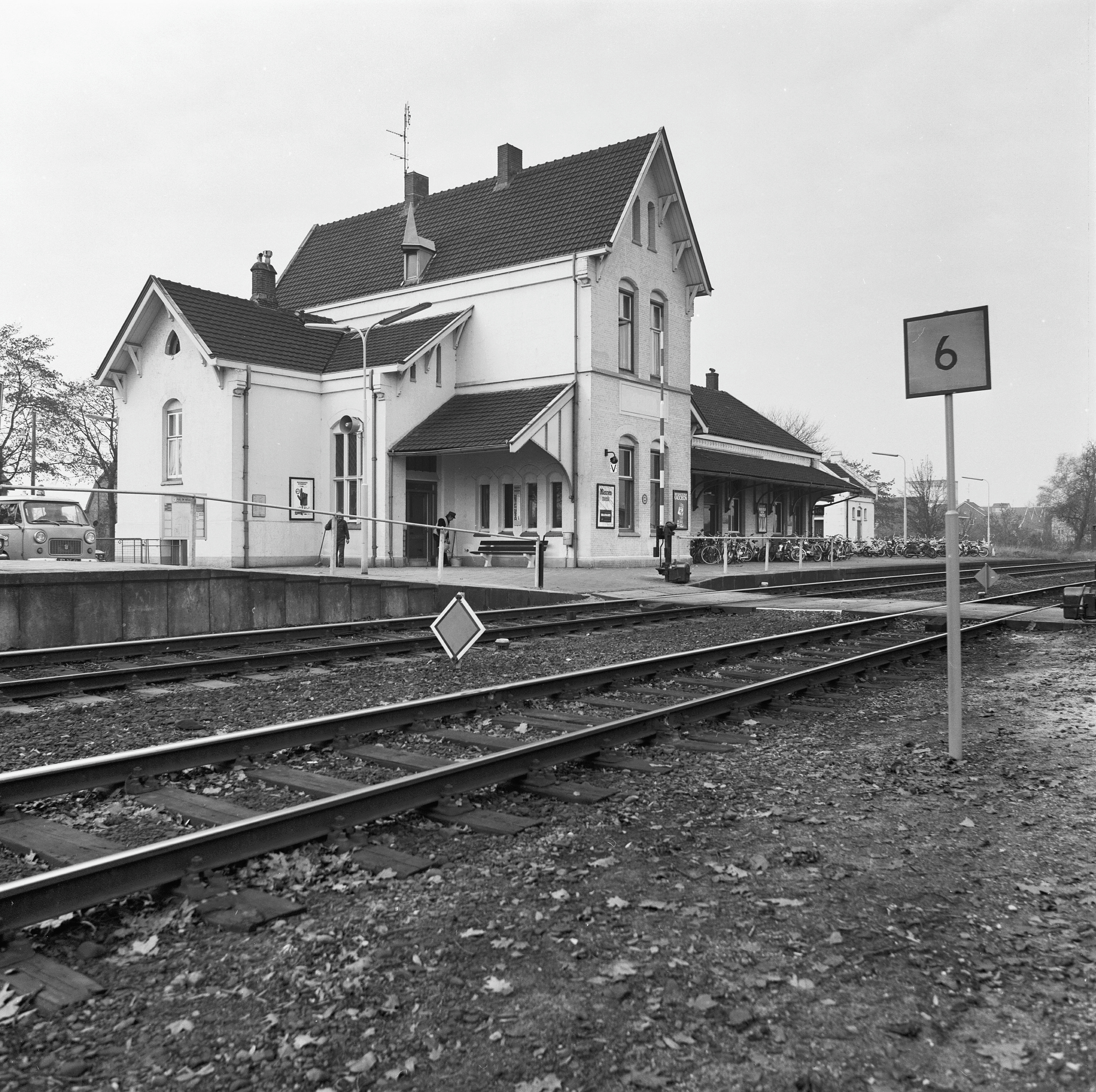
Het oude station, gesloopt in 1976
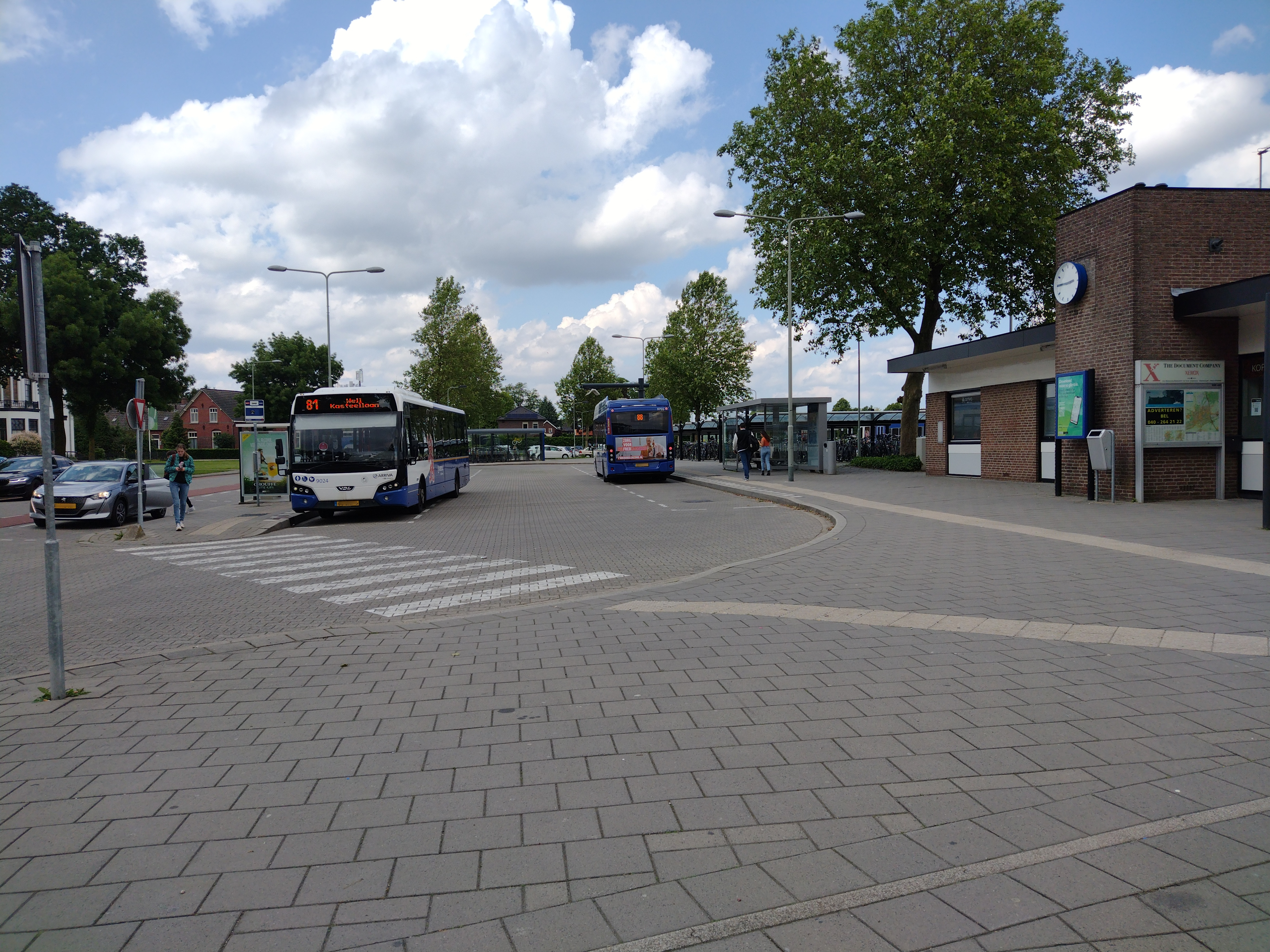
Bussen op het station
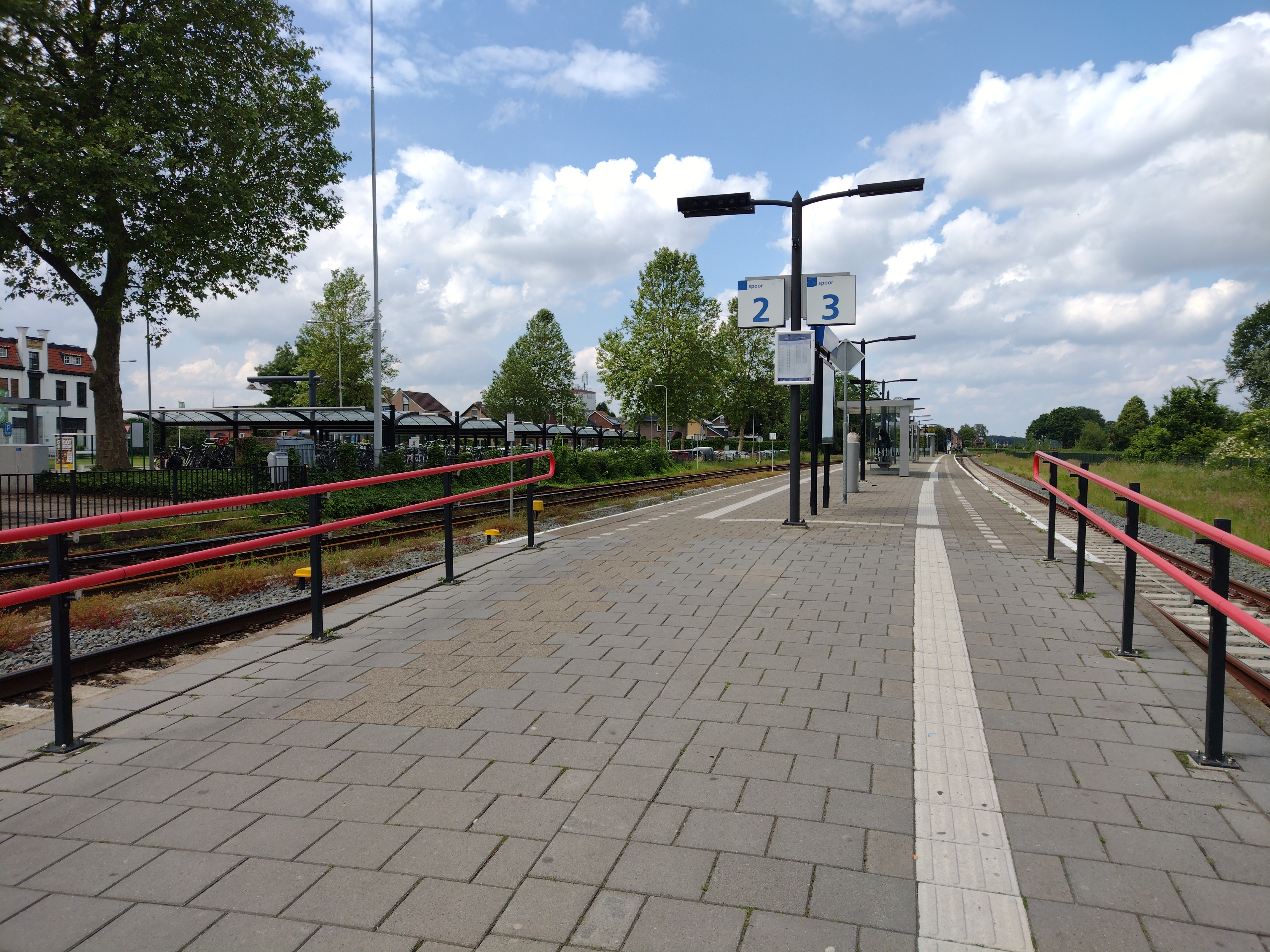
Perron
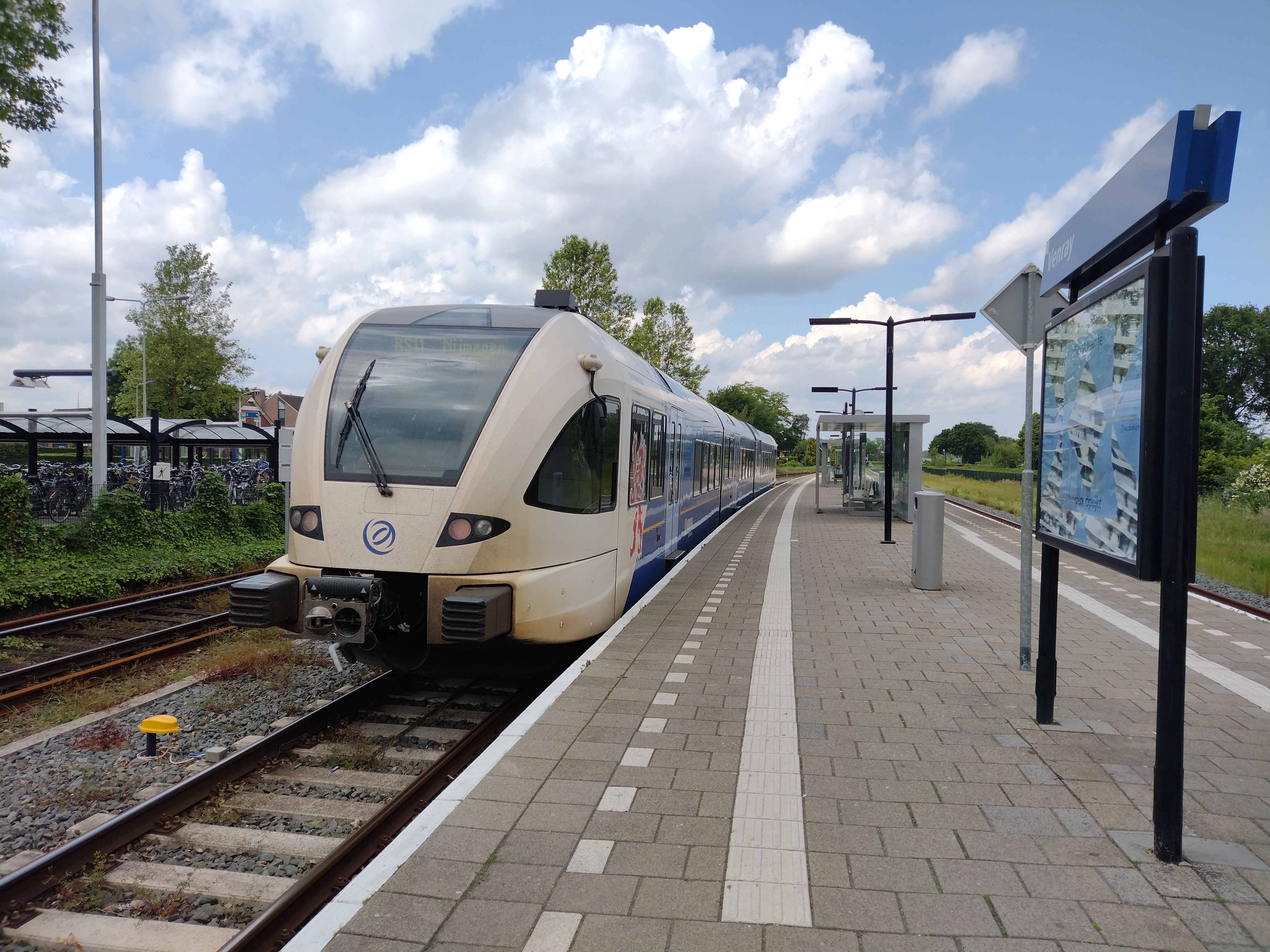
Arriva GTW op het station

17: Nijmegen ·
19: Nijmegen Heyendaal ·
26: Mook-Molenhoek ·
28: Heumen ·
Linden-Katwijk ·
31: Cuijk ·
35: Kruispunt Beugen ·
38: Beugen-Rijkevoort ·
42: Boxmeer ·
Sambeek ·
Vortum ·
46: Vierlingsbeek ·
Maashees-Smakt ·
56: Venray ·
Oirlo-Castenraij ·
63: Meerlo-Tienray ·
69: Lottum ·
71: Grubbenvorst ·
77: Blerick ·
78: Venlo
Beek-Elsloo ·
Blerick · 
Bunde · 
Chevremont · 
Echt ·
Eijsden ·
Eygelshoven ·
-Markt · 
Geleen:
-Lutterade · 
-Oost · 
Heerlen ·
-Woonboulevard ·
Hoensbroek · 
Horst-Sevenum · 
Houthem-Sint Gerlach · 
Kerkrade Centrum ·
Klimmen-Ransdaal · 
Landgraaf · 
Maastricht ·
-Noord · 
-Randwyck · 
Meerssen ·
Mook-Molenhoek ·
Nuth · 
Reuver · 
Roermond ·
Schin op Geul · 
Schinnen · 
Sittard · 
Spaubeek · 
Susteren · 
Swalmen · 
Tegelen · 
Valkenburg · 
Venlo · 
Venray ·
Voerendaal · 
Weert
Voormalige stations: zie de lijst van voormalige spoorwegstations in Limburg (Nederland)